# Johann Achterkirchen

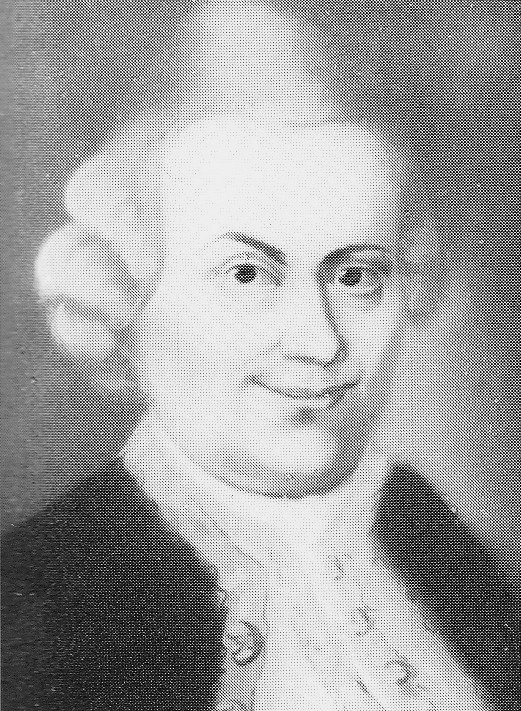
Bürgermeister Johann Achterkirchen

Johann Achterkirchen (* 1722 in Hildesheim; † 3. Juni 1789 in Northeim) war Bürgermeister der südniedersächsischen Stadt Northeim (1759–1789).
Achterkirchen war Sohn von Heinrich Achterkirchen und Catharina Eva Kastens. Am 3. Juni 1750 heiratete er Maria Sophia Schüler. Von 1748 bis 1759 war er Syndikus und von 1759 bis 1789 Bürgermeister und Oberkommissär von Northeim.

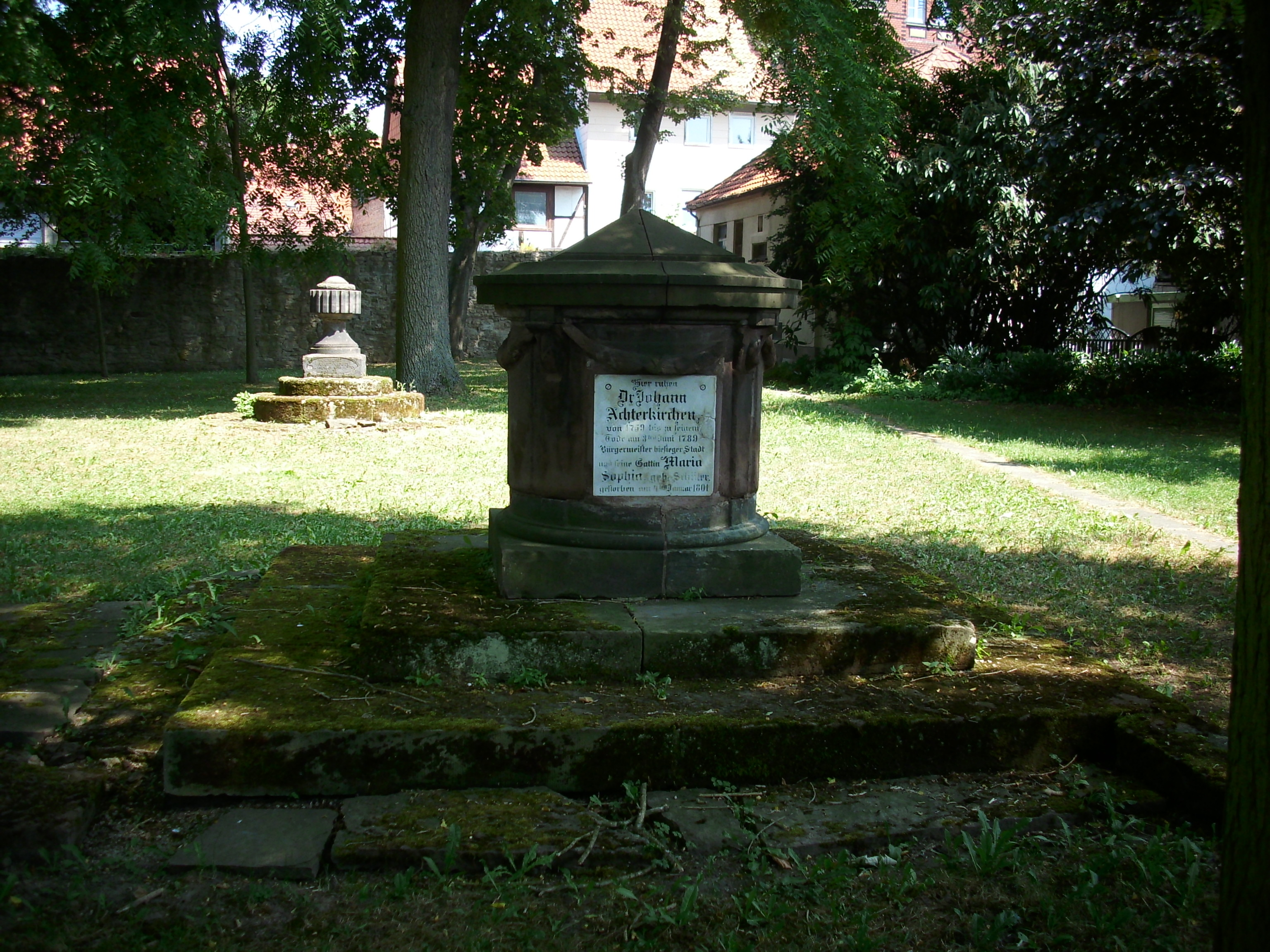
Grab auf dem Alten Stadtfriedhof

Achterkirchen studierte Jura an der Universität Göttingen und promovierte dort 1748 zum Dr. jur. Sein Verdienst für Northeim liegt vor allem im Aufbau der Verwaltung. Ferner verdankt Northeim ihm den Einzug des modernen Friedhofswesens und somit den heute als Park genutzten Alten Friedhof, der auf seine Initiative hin im Jahre 1789 in Betrieb genommen werden konnte. Am 3. Juni 1789 starb Achterkirchen im Amt des Bürgermeisters. Sein Grab und das seiner Frau befindet sich noch heute auf dem alten Stadtfriedhof.
An den ehemaligen Bürgermeister erinnert heute – neben seinem Grab – die Achterkirchenstraße in Northeim.

## Belege
1. ↑  Volltext seiner Dissertation
2. ↑  Brodhun, Christoph: Der Alte Friedhof – Ein wichtiges Northeimer Kulturdenkmal im Laufe der Zeit, in: Northeimer Jahrbuch 2014, Seite 55

| Personendaten    | Personendaten           |
| ---------------- | ----------------------- |
| NAME             | Achterkirchen, Johann   |
| KURZBESCHREIBUNG | deutscher Bürgermeister |
| GEBURTSDATUM     | 1722                    |
| GEBURTSORT       | Hildesheim              |
| STERBEDATUM      | 3. Juni 1789            |
| STERBEORT        | Northeim                |